# SZ Centauri
SZ Centauri é uma estrela variável na constelação de Centaurus. Uma binária eclipsante, sua magnitude aparente visual tem um máximo de 8,3, diminuindo para 8,9 durante o eclipse primário e 8,7 durante o eclipse secundário. De acordo com dados de paralaxe, do terceiro lançamento do catálogo Gaia, está a uma distância de aproximadamente 1650 anos-luz (507 parsecs) da Terra, um valor similar a estimativas anteriores, baseadas em sua luminosidade, que davam uma distância de 550 pc.
O sistema SZ Centauri é formado por duas estrelas de classe A com um tipo espectral conjunto de A6III. A estrela primária é mais evoluída e já abandonou a sequência principal, enquanto a secundária ainda está na sequência principal. Os parâmetros das estrelas são conhecidos com precisão. A primária tem uma massa de 2,31 vezes a massa solar, raio de 4,57 vezes o raio solar e está brilhando com 80 vezes a luminosidade solar. A secundária tem uma massa similar de 2,27 massas solares e é menor com um raio de 3,63 raios solares e uma luminosidade 58 vezes superior à solar. Sua temperatura efetiva, estimada em 8380 K, é superior à da estrela primária, de 8100 K. Por causa disso, o eclipse primário (com maior diminuição de magnitude) é causado pelo eclipse da estrela de menor raio, que tem um brilho superficial maior.
A órbita das estrelas, presumivelmente circular, tem um período bem definido de 4,107983 dias e está inclinada em 88° em relação ao plano do céu. A separação entre as estrelas é de 17,9 raios solares. A idade do sistema é estimada em aproximadamente 700 milhões de anos.